# Uplifting classical
Az uplifting szó jelentése „felemelő”, a classical kifejezés pedig arra utal, hogy az e stílusba sorolható darabokat először szimfonikus hangszerekre írják meg, ezután készül el korszerű hangzásviláguk és ritmuskíséretük. Vagyis – ellentétben napjaink gyakorlatával – nem egy könnyűzenei zenekar hangzását egészíti ki a szimfonikus zene, hanem eleve klasszikus hangszerekre írt darabok kapnak modern ritmusalapot és szintetizátor-kíséretet. A műfaj kitalálói és magyarországi képviselői a Gandharvák zenekar.

## Jellemzői
Fontos a periódusok szabályos váltakozása és a zeneesztétikai szépségre való törekvés. Felismerhetők benne a klasszikus zenei formák (mint például a rondó vagy a variációs formák), ugyanakkor reflektál a modern zenei stílusokra is.